# Alexandre Song
Alexandre Dimitri Song Bilong, noto semplicemente come Alexandre Song o Alex Song (Douala, 9 settembre 1987), è un ex calciatore camerunese con cittadinanza francese, di ruolo centrocampista.

## Biografia
È il nipote di Rigobert Song. Alexandre Song è il sesto di 10 fratelli e 17 sorelle. È sposato ed ha due figli, Nolan e Kaylian.

## Caratteristiche tecniche
Può essere schierato sia da difensore che da centrocampista, preferibilmente in posizione centrale. È in grado di far ripartire un'azione, essendo dotato di una buona tecnica.
Un giocatore versatile, Song è capace di giocare come centrocampista centrale, in un ruolo di contenimento, o addirittura come difensore centrale, ed è principalmente conosciuto per la sua energia, fisicità, capacità di vincere il pallone e la sua velocità nel coprire il campo, anche se è anche a suo agio con il pallone ed è un forte passatore. Nel 2012, l'ex portiere e direttore sportivo del Barcellona, Andoni Zubizarreta, ha descritto Song come "un giocatore bravo nel gioco aereo, fisicamente potente e tatticamente astuto." Nonostante il suo ruolo difensivo, Song è stato descritto dall'ex allenatore del Camerun, Javier Clemente, come un "giocatore molto migliore in attacco che in difesa". Infatti, oltre alle sue qualità difensive e fisiche, è anche capace di spingersi in avanti, portando palla lui stesso, o avviando azioni offensive con i suoi passaggi dopo aver riconquistato il possesso del pallone, consentendogli così di transire rapidamente tra le fasi difensive e offensive del gioco.

## Carriera

### Club

#### Bastia
Song è entrato a far parte della squadra giovanile del Bastia ed è diventato un calciatore della primavera a partire dalla stagione successiva, giocando 34 partite. L'Arsenal di Arsène Wenger lo acquista in primavera.

#### Arsenal e Charlton

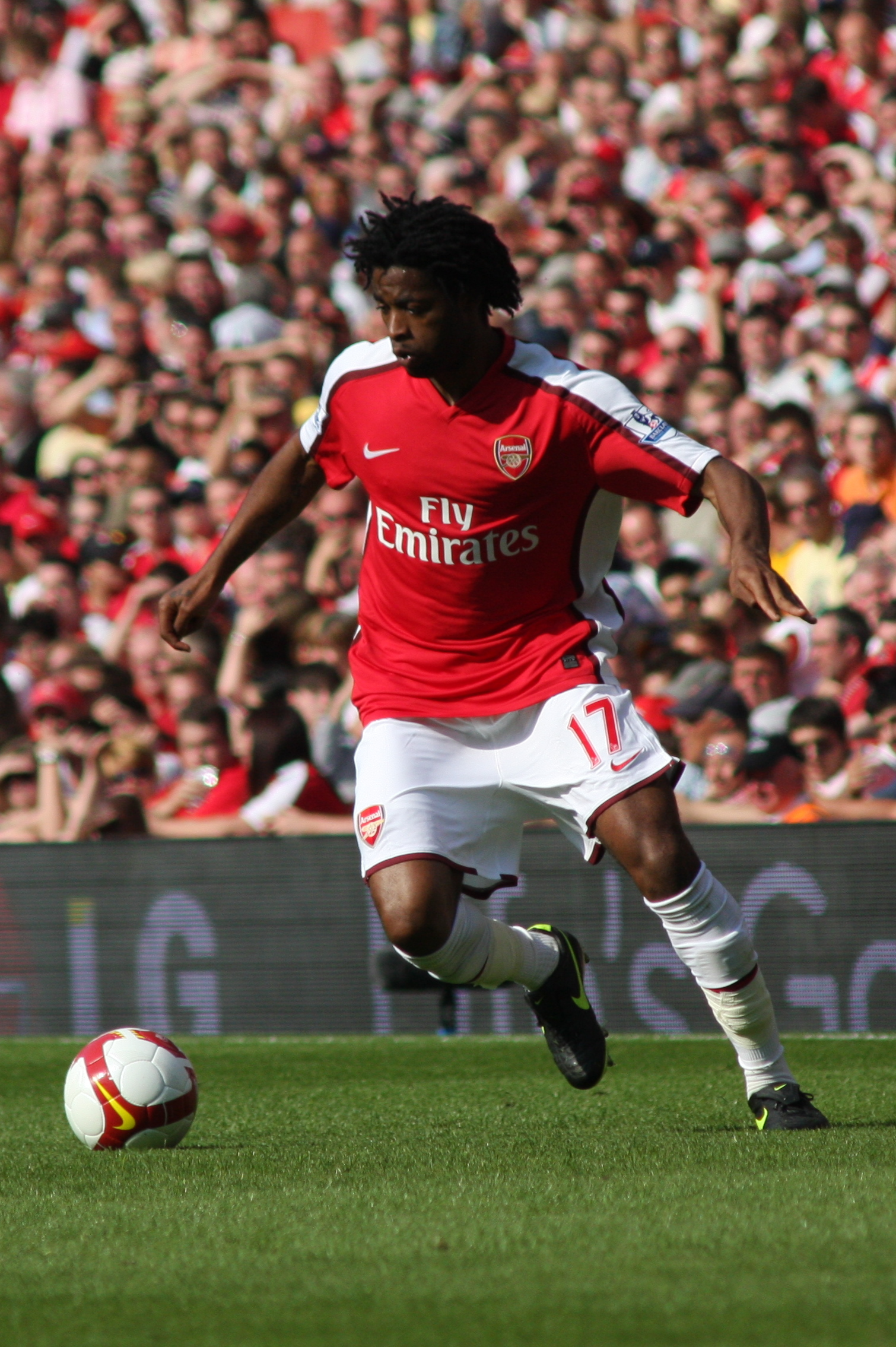
Song con la maglia dell'Arsenal nel 2009.

Song è arrivato in prestito per il campionato 2005-2006 ed ha debuttato nella vittoria per 2 a 1 sull'Everton, entrando a partita in corso. È partito dal primo minuto in diverse partite di Champions League e in alcune gare di fine stagione, quando Cesc Fàbregas e Gilberto Silva sono stati infortunati.
Dopo aver giocato la prima stagione in prestito, l'Arsenal ha acquistato tutto il cartellino di Song, in cambio di 1 milione di sterline. Il calciatore ha firmato un contratto quadriennale.
Ha segnato il primo gol per i Gunners nella vittoria per 6 a 3 sul Liverpool, nella Coppa di Lega, il 9 gennaio 2007.
Il 30 gennaio 2007, è stato reso noto il suo passaggio in prestito al Charlton Athletic, fino al termine della stagione. Nonostante il suo arrivo in prestito, però, il Charlton non è riuscito a salvarsi.
Nella stagione 2007-2008, ha iniziato come difensore titolare nelle partite di Coppa di Lega, ma ha saltato la semifinale, in cui l'Arsenal è stato eliminato, a causa di impegni in Nazionale. Ha anche giocato da titolare in campionato, mentre Philippe Senderos è stato indisponibile a causa di uno shock dovuto all'eliminazione dalla Champions League.

#### Barcellona
Il 18 agosto 2012 passa alla società spagnola del Barcellona, lasciando l'Arsenal per circa 19 milioni di euro e firmando un contratto quinquennale, con una clausola rescissoria pari a 80 milioni di euro.
Segna il suo primo gol nella vittoria casalinga per 3-1 contro il Real Zaragoza.

#### Prestito al West Ham
Il 30 agosto 2014 passa al West Ham con la formula del prestito biennale, facendo così ritorno in Inghilterra dopo due anni.

#### Rubin Kazan'
Il 1º agosto 2016 si trasferisce al Rubin Kazan'.

#### Sion
Il 14 agosto 2018 passa al Sion, con la quale esordisce il 25 agosto nella sconfitta esterna contro il Grasshoppers per 2-1. Si svincola dalla squadra svizzera il 20 marzo 2020.

#### Arta Solar 7
Il 7 novembre 2020 firma un biennale con l'Arta/Solar7, squadra africana militante nella Djibouti Premier League, la massima competizione calcistica dello stato del Gibuti.

### Nazionale
Nonostante non sia mai stato chiamato prima della Coppa delle nazioni africane 2008, è stato convocato per la competizione, in cui ha giocato 6 partite. Ha debuttato contro l'Egitto, in una sconfitta per 4-2. È entrato a metà partita, al posto di Stéphane M'Bia ed ha giocato in squadra con suo zio. Il 6 gennaio 2015 si ritira dalla sua nazionale.
Viene convocato per la Coppa delle nazioni africane 2010 in cui gioca tutte le partite da titolare con la sua squadra che verrà eliminata ai quarti di finale dall'Egitto.
Dopo aver contribuito alla qualificazione della sua nazionale per il Campionato mondiale di calcio 2010, viene convocato per quest'ultima in cui gioca, da titolare, una sola partita dei gironi contro la Danimarca in cui il Camerun perde 1-2.
Mancate le qualificazioni alle Coppa delle nazioni africane 2012 e alla Coppa delle nazioni africane 2013 riesce a qualificarsi con la sua nazionale al Campionato mondiale di calcio 2014 in cui viene convocato e gioca contro il Messico (1-0) e contro la Croazia (0-4); in quest'ultima partita risalta in negativa facendosi espellere al 40º minuto per una gomitata ai danni dell'attaccante Mario Mandžukić, di conseguenza salta l'ultima partita contro il Brasile persa 1-4 dal Camerun che condannerà glia africani ad una prematura eliminazione dal mondiale.

## Statistiche

### Presenze e reti nei club
Statistiche aggiornate al 14 agosto 2023.
| Stagione            | Squadra             | Campionato          | Campionato | Campionato | Coppe nazionali | Coppe nazionali | Coppe nazionali | Coppe continentali | Coppe continentali | Coppe continentali | Altre coppe | Altre coppe | Altre coppe | Totale | Totale |
| Stagione            | Squadra             | Comp                | Pres       | Reti       | Comp            | Pres            | Reti            | Comp               | Pres               | Reti               | Comp        | Pres        | Reti        | Pres   | Reti   |
| ------------------- | ------------------- | ------------------- | ---------- | ---------- | --------------- | --------------- | --------------- | ------------------ | ------------------ | ------------------ | ----------- | ----------- | ----------- | ------ | ------ |
| 2003-2004           | Bastia B            | CFA                 | 24         | 0          |                 |                 |                 | -                  | -                  | -                  | -           | -           | -           | 24     | 0      |
| 2004-2005           | Bastia              | L1                  | 32         | 0          | CF+CdL          | 3+0             | 0               | -                  | -                  | -                  | -           | -           | -           | 35     | 0      |
| 2005-2006           | Arsenal             | PL                  | 5          | 0          | FACup+CdL       | 0+2             | 0               | UCL                | 2                  | 0                  | CS          | 0           | 0           | 9      | 0      |
| 2006-gen. 2007      | Arsenal             | PL                  | 2          | 0          | FACup+CdL       | 0+3             | 1               | UCL                | 1                  | 0                  | -           | -           | -           | 6      | 1      |
| gen.-giu. 2007      | Charlton            | PL                  | 12         | 0          | FACup+CdL       | -               | -               | -                  | -                  | -                  | -           | -           | -           | 12     | 0      |
| 2007-2008           | Arsenal             | PL                  | 9          | 0          | FACup+CdL       | 0+3             | 0               | UCL                | 3                  | 0                  | -           | -           | -           | 15     | 0      |
| 2008-2009           | Arsenal             | PL                  | 31         | 1          | FACup+CdL       | 4+2             | 0               | UCL                | 11                 | 1                  | -           | -           | -           | 48     | 2      |
| 2009-2010           | Arsenal             | PL                  | 26         | 1          | FACup+CdL       | 1+1             | 0               | UCL                | 10                 | 0                  | -           | -           | -           | 38     | 1      |
| 2010-2011           | Arsenal             | PL                  | 31         | 4          | FACup+CdL       | 4+2             | 0               | UCL                | 5                  | 1                  | -           | -           | -           | 42     | 5      |
| 2011-2012           | Arsenal             | PL                  | 34         | 1          | FACup+CdL       | 3+0             | 0               | UCL                | 9                  | 0                  | -           | -           | -           | 46     | 1      |
| Totale Arsenal      | Totale Arsenal      | Totale Arsenal      | 138        | 7          |                 | 25              | 1               |                    | 41                 | 2                  |             | 0           | 0           | 204    | 10     |
| 2012-2013           | Barcellona          | PD                  | 20         | 1          | CR              | 5               | 0               | UCL                | 8                  | 0                  | SS          | 1           | 0           | 34     | 1      |
| 2013-2014           | Barcellona          | PD                  | 19         | 0          | CR              | 7               | 0               | UCL                | 4                  | 0                  | SS          | 1           | 0           | 31     | 0      |
| Totale Barcellona   | Totale Barcellona   | Totale Barcellona   | 39         | 1          |                 | 12              | 0               |                    | 12                 | 0                  |             | 2           | 0           | 65     | 1      |
| 2014-2015           | West Ham            | PL                  | 28         | 0          | FACup+CdL       | 3+0             | 0               | -                  | -                  | -                  | -           | -           | -           | 31     | 0      |
| 2015-2016           | West Ham            | PL                  | 12         | 0          | FACup+CdL       | 3+0             | 0               | -                  | -                  | -                  | -           | -           | -           | 15     | 0      |
| Totale West Ham     | Totale West Ham     | Totale West Ham     | 40         | 0          |                 | 6               | 0               |                    | -                  | -                  |             | -           | -           | 46     | 0      |
| 2016-2017           | Rubin Kazan'        | PL                  | 16         | 0          | KR              | 0               | 0               | -                  | -                  | -                  | -           | -           | -           | 16     | 0      |
| 2017-2018           | Rubin Kazan'        | PL                  | 6          | 1          | KR              | 1               | 0               | -                  | -                  | -                  | -           | -           | -           | 7      | 1      |
| Totale Rubin Kazan' | Totale Rubin Kazan' | Totale Rubin Kazan' | 22         | 1          |                 | 1               | 0               |                    | -                  | -                  |             | -           | -           | 23     | 1      |
| 2018-2019           | Sion                | SL                  | 9          | 0          | CS              | 1               | 0               | -                  | -                  | -                  |             | -           | -           | 10     | 0      |
| 2019-mar. 2020      | Sion                | SL                  | 11         | 0          | CS              | 1               | 0               | -                  | -                  | -                  |             | -           | -           | 12     | 0      |
| Totale Sion         | Totale Sion         | Totale Sion         | 20         | 0          |                 | 2               | 0               |                    | -                  | -                  |             | -           | -           | 22     | 0      |
| 2019-mar. 2020      | Sion II             | PL                  | 6          | 0          |                 | -               | -               | -                  | -                  | -                  |             | -           | -           | 6      | 0      |
| nov. 2020-apr. 2021 | Arta/Solar7         | PL                  | 2+         | 0          | -               | -               | -               | CCC                | 2                  | 0                  | -           | -           | -           | 4+     | 0      |
| 2021-2022           | Arta/Solar7         | PL                  | ?          | ?          | -               | -               | -               | CCL                | 2                  | 0                  | -           | -           | -           | 2      | 0      |
| 2022-2023           | Arta/Solar7         | PL                  | ?          | ?          | -               | -               | -               | CCL                | 1                  | 0                  | -           | -           | -           | 1      | 0      |
| 2023-2024           | Arta/Solar7         | PL                  | ?          | ?          | -               | -               | -               | -                  | -                  | -                  | CdC         | 2           | 0           | 2      | 0      |
| Totale Arta/Solar7  | Totale Arta/Solar7  | Totale Arta/Solar7  | 2+         | 0          |                 | -               | -               |                    | 5                  | 0                  |             | 2           | 0           | 9      | 0      |
| Totale carriera     | Totale carriera     | Totale carriera     | 335        | 9          |                 | 45              | 1               |                    | 58                 | 2                  |             | 4           | 0           | 420    | 11     |

### Cronologia presenze e reti in nazionale
| Cronologia completa delle presenze e delle reti in nazionale ― Camerun | Cronologia completa delle presenze e delle reti in nazionale ― Camerun | Cronologia completa delle presenze e delle reti in nazionale ― Camerun | Cronologia completa delle presenze e delle reti in nazionale ― Camerun | Cronologia completa delle presenze e delle reti in nazionale ― Camerun | Cronologia completa delle presenze e delle reti in nazionale ― Camerun | Cronologia completa delle presenze e delle reti in nazionale ― Camerun | Cronologia completa delle presenze e delle reti in nazionale ― Camerun |
| Data                                                                   | Città                                                                  | In casa                                                                | Risultato                                                              | Ospiti                                                                 | Competizione                                                           | Reti                                                                   | Note                                                                   |
| ---------------------------------------------------------------------- | ---------------------------------------------------------------------- | ---------------------------------------------------------------------- | ---------------------------------------------------------------------- | ---------------------------------------------------------------------- | ---------------------------------------------------------------------- | ---------------------------------------------------------------------- | ---------------------------------------------------------------------- |
| 15-11-2005                                                             | Alès                                                                   | Camerun                                                                | 0 – 0                                                                  | Marocco                                                                | Amichevole                                                             | -                                                                      |                                                                        |
| 22-1-2008                                                              | Kumasi                                                                 | Camerun                                                                | 2 – 4                                                                  | Egitto                                                                 | Coppa d'Africa 2008 - 1º turno                                         | -                                                                      | 46’                                                                    |
| 26-1-2008                                                              | Kumasi                                                                 | Zambia                                                                 | 1 – 5                                                                  | Camerun                                                                | Coppa d'Africa 2008 - 1º turno                                         | -                                                                      |                                                                        |
| 30-1-2008                                                              | Tamale                                                                 | Camerun                                                                | 3 – 0                                                                  | Sudan                                                                  | Coppa d'Africa 2008 - 1º turno                                         | -                                                                      |                                                                        |
| 4-2-2008                                                               | Tamale                                                                 | Tunisia                                                                | 2 – 3 dts                                                              | Camerun                                                                | Coppa d'Africa 2008 - Quarti di finale                                 | -                                                                      |                                                                        |
| 7-2-2008                                                               | Accra                                                                  | Ghana                                                                  | 0 – 1                                                                  | Camerun                                                                | Coppa d'Africa 2008 - Semifinale                                       | -                                                                      |                                                                        |
| 10-2-2008                                                              | Accra                                                                  | Camerun                                                                | 0 – 1                                                                  | Egitto                                                                 | Coppa d'Africa 2008 - Finale                                           | -                                                                      | 16’                                                                    |
| 31-5-2008                                                              | Yaoundé                                                                | Camerun                                                                | 2 – 0                                                                  | Capo Verde                                                             | Qual. Mondiali 2010                                                    | -                                                                      | 72’                                                                    |
| 8-6-2008                                                               | Curepipe                                                               | Mauritius                                                              | 0 – 3                                                                  | Camerun                                                                | Qual. Mondiali 2010                                                    | -                                                                      |                                                                        |
| 14-6-2008                                                              | Dar es Salaam                                                          | Tanzania                                                               | 0 – 0                                                                  | Camerun                                                                | Qual. Mondiali 2010                                                    | -                                                                      |                                                                        |
| 21-6-2008                                                              | Yaoundé                                                                | Camerun                                                                | 2 – 1                                                                  | Tanzania                                                               | Qual. Mondiali 2010                                                    | -                                                                      |                                                                        |
| 6-9-2008                                                               | Praia                                                                  | Capo Verde                                                             | 1 – 2                                                                  | Camerun                                                                | Qual. Mondiali 2010                                                    | -                                                                      | 82’, 90+2’                                                             |
| 9-9-2009                                                               | Yaoundé                                                                | Camerun                                                                | 2 – 1                                                                  | Gabon                                                                  | Qual. Mondiali 2010                                                    | -                                                                      |                                                                        |
| 10-10-2009                                                             | Yaoundé                                                                | Camerun                                                                | 3 – 0                                                                  | Togo                                                                   | Qual. Mondiali 2010                                                    | -                                                                      |                                                                        |
| 14-11-2009                                                             | Fes                                                                    | Marocco                                                                | 0 – 2                                                                  | Camerun                                                                | Qual. Mondiali 2010                                                    | -                                                                      |                                                                        |
| 13-1-2010                                                              | Lubango                                                                | Camerun                                                                | 0 – 1                                                                  | Gabon                                                                  | Coppa d'Africa 2010 - 1º turno                                         | -                                                                      |                                                                        |
| 17-1-2010                                                              | Lubango                                                                | Camerun                                                                | 3 – 2                                                                  | Zambia                                                                 | Coppa d'Africa 2010 - 1º turno                                         | -                                                                      |                                                                        |
| 21-1-2010                                                              | Lubango                                                                | Camerun                                                                | 2 – 2                                                                  | Tunisia                                                                | Coppa d'Africa 2010 - 1º turno                                         | -                                                                      |                                                                        |
| 25-1-2010                                                              | Benguela                                                               | Egitto                                                                 | 3 – 1 dts                                                              | Camerun                                                                | Coppa d'Africa 2010 - Quarti di finale                                 | -                                                                      |                                                                        |
| 3-3-2010                                                               | Monaco                                                                 | Italia                                                                 | 0 – 0                                                                  | Camerun                                                                | Amichevole                                                             | -                                                                      | 58’                                                                    |
| 25-5-2010                                                              | Linz                                                                   | Georgia                                                                | 0 – 0                                                                  | Camerun                                                                | Amichevole                                                             | -                                                                      | 46’                                                                    |
| 29-5-2010                                                              | Klagenfurt                                                             | Slovacchia                                                             | 1 – 1                                                                  | Camerun                                                                | Amichevole                                                             | -                                                                      | 85’                                                                    |
| 1-6-2010                                                               | Covilhã                                                                | Portogallo                                                             | 3 – 1                                                                  | Camerun                                                                | Amichevole                                                             | -                                                                      | 62’                                                                    |
| 19-6-2010                                                              | Pretoria                                                               | Camerun                                                                | 1 – 2                                                                  | Danimarca                                                              | Mondiali 2010 - 1º turno                                               | -                                                                      |                                                                        |
| 3-9-2011                                                               | Yaoundé                                                                | Camerun                                                                | 5 – 0                                                                  | Mauritius                                                              | Qual. Coppa d'Africa 2012                                              | -                                                                      |                                                                        |
| 7-10-2011                                                              | Kinshasa                                                               | RD del Congo                                                           | 2 – 3                                                                  | Camerun                                                                | Qual. Coppa d'Africa 2012                                              | -                                                                      |                                                                        |
| 11-10-2011                                                             | Malabo                                                                 | Guinea Equatoriale                                                     | 1 – 1                                                                  | Camerun                                                                | Amichevole                                                             | -                                                                      | 46’                                                                    |
| 11-11-2011                                                             | Marrakech                                                              | Camerun                                                                | 3 – 1                                                                  | Sudan                                                                  | Amichevole                                                             | -                                                                      | 67’                                                                    |
| 13-11-2011                                                             | Marrakech                                                              | Marocco                                                                | 1 – 1 (2 – 4 dtr)                                                      | Camerun                                                                | LG Cup 2011                                                            | -                                                                      | 83’                                                                    |
| 29-2-2012                                                              | Bissau                                                                 | Guinea-Bissau                                                          | 0 – 1                                                                  | Camerun                                                                | Qual. Coppa d'Africa 2013                                              | -                                                                      |                                                                        |
| 26-5-2012                                                              | Amanvillers                                                            | Guinea                                                                 | 1 – 2                                                                  | Camerun                                                                | Amichevole                                                             | -                                                                      |                                                                        |
| 2-6-2012                                                               | Yaoundé                                                                | Camerun                                                                | 1 – 0                                                                  | RD del Congo                                                           | Qual. Mondiali 2014                                                    | -                                                                      | 75’                                                                    |
| 10-6-2012                                                              | Sfax                                                                   | Libia                                                                  | 2 – 1                                                                  | Camerun                                                                | Qual. Mondiali 2014                                                    | -                                                                      |                                                                        |
| 16-6-2012                                                              | Yaoundé                                                                | Camerun                                                                | 1 – 0                                                                  | Guinea-Bissau                                                          | Qual. Coppa d'Africa 2013                                              | -                                                                      |                                                                        |
| 8-9-2012                                                               | Praia                                                                  | Capo Verde                                                             | 2 – 0                                                                  | Camerun                                                                | Qual. Coppa d'Africa 2013                                              | -                                                                      |                                                                        |
| 14-10-2012                                                             | Yaoundé                                                                | Camerun                                                                | 2 – 1                                                                  | Capo Verde                                                             | Qual. Coppa d'Africa 2013                                              | -                                                                      | 84’                                                                    |
| 23-3-2013                                                              | Yaoundé                                                                | Camerun                                                                | 2 – 1                                                                  | Togo                                                                   | Qual. Mondiali 2014                                                    | -                                                                      | 85’                                                                    |
| 9-6-2013                                                               | Lome                                                                   | Togo                                                                   | 0 – 3 tav                                                              | Camerun                                                                | Qual. Mondiali 2014                                                    | -                                                                      |                                                                        |
| 16-6-2013                                                              | Kinshasa                                                               | RD del Congo                                                           | 0 – 0                                                                  | Camerun                                                                | Qual. Mondiali 2014                                                    | -                                                                      |                                                                        |
| 8-9-2013                                                               | Yaoundé                                                                | Camerun                                                                | 1 – 0                                                                  | Libia                                                                  | Qual. Mondiali 2014                                                    | -                                                                      | 87’                                                                    |
| 13-10-2013                                                             | Tunisi                                                                 | Tunisia                                                                | 0 – 0                                                                  | Camerun                                                                | Qual. Mondiali 2014                                                    | -                                                                      |                                                                        |
| 17-11-2013                                                             | Yaoundé                                                                | Camerun                                                                | 4 – 1                                                                  | Tunisia                                                                | Qual. Mondiali 2014                                                    | -                                                                      |                                                                        |
| 5-3-2014                                                               | Leiria                                                                 | Portogallo                                                             | 5 – 1                                                                  | Camerun                                                                | Amichevole                                                             | -                                                                      | 34’                                                                    |
| 26-5-2014                                                              | Kufstein                                                               | Macedonia                                                              | 0 – 2                                                                  | Camerun                                                                | Amichevole                                                             | -                                                                      |                                                                        |
| 29-5-2014                                                              | Kufstein                                                               | Camerun                                                                | 1 – 2                                                                  | Paraguay                                                               | Amichevole                                                             | -                                                                      | 63’                                                                    |
| 1-6-2014                                                               | Mönchengladbach                                                        | Germania                                                               | 2 – 2                                                                  | Camerun                                                                | Amichevole                                                             | -                                                                      | 27’                                                                    |
| 7-6-2014                                                               | Yaoundé                                                                | Camerun                                                                | 1 – 0                                                                  | Moldavia                                                               | Amichevole                                                             | -                                                                      |                                                                        |
| 13-6-2014                                                              | Natal                                                                  | Messico                                                                | 1 – 0                                                                  | Camerun                                                                | Mondiali 2014 - 1º turno                                               | -                                                                      | 79’                                                                    |
| 18-6-2014                                                              | Manaus                                                                 | Camerun                                                                | 0 – 4                                                                  | Croazia                                                                | Mondiali 2014 - 1º turno                                               | -                                                                      | 40’                                                                    |
| Totale                                                                 |                                                                        | Presenze                                                               | 49                                                                     |                                                                        | Reti                                                                   | 0                                                                      |                                                                        |

## Palmarès

### Club
- Campionato spagnolo: 1

Barcellona: 2012-2013
- Campionato gibutiano: 2 Arta/Solar 7: 2020-2021, 2021-2022
- Supercoppa di Spagna: 1

Barcellona: 2013